# Savuslammet
Savuslammet eller Savuslampi är en sjö i kommunen Enare i landskapet Lappland i Finland. Sjön ligger 117,7 meter över havet. Arean är 42 hektar och strandlinjen är 10,41 kilometer lång. Sjön  ingår i Neidenälvens huvudavrinningsområde.   Den ligger omkring 380 kilometer norr om Rovaniemi och omkring 1100 kilometer norr om Helsingfors. 